# Trisha Uptown

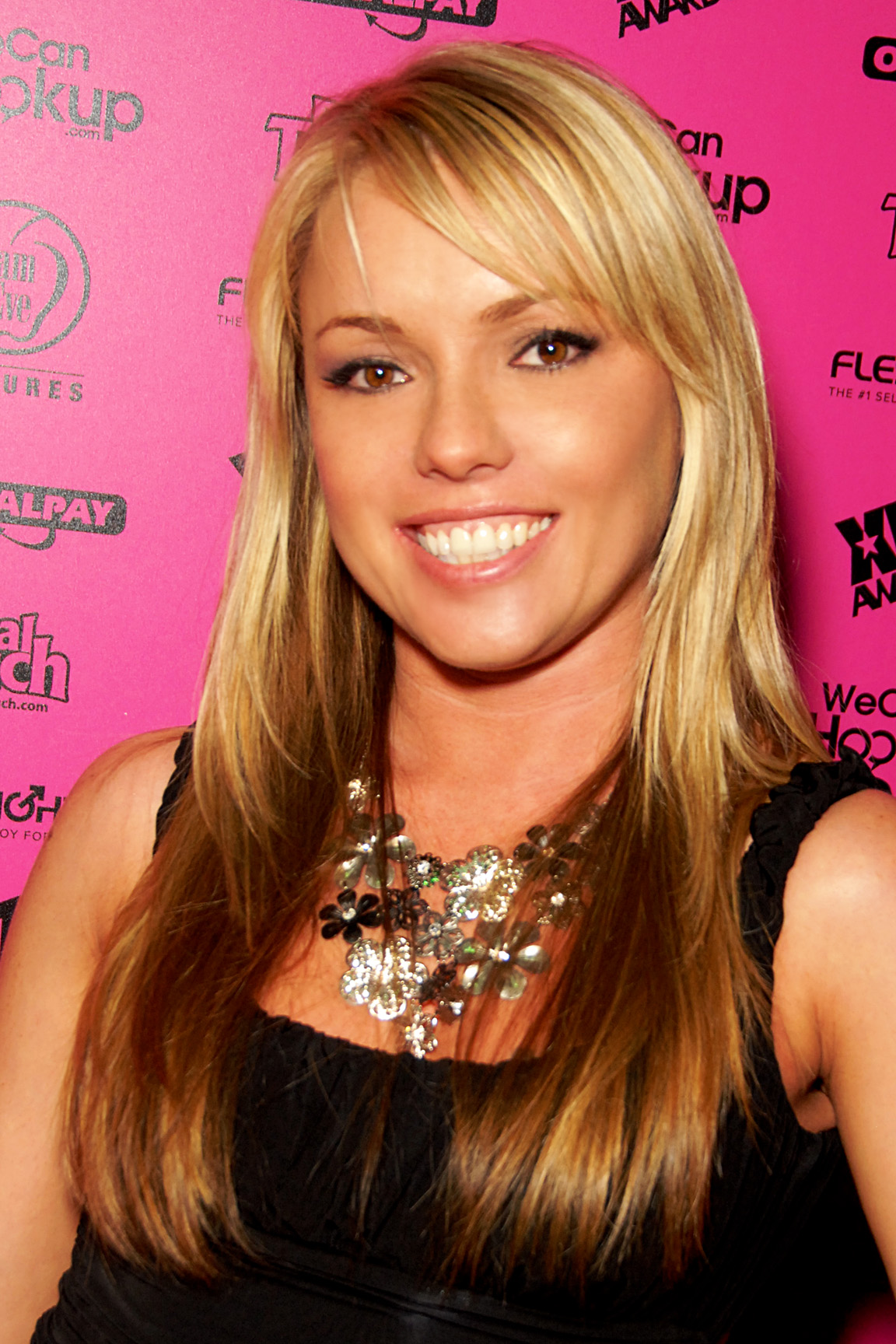
Trisha Uptown bei den XBIZ Awards 2010

Trisha Uptown (* 7. August 1979 in Kentucky) ist eine ehemalige amerikanische Pornodarstellerin.

## Karriere
Trisha Uptown begann im Jahre 2000 ihre Tätigkeit als Darstellerin in pornografischen Filmen in den USA. Auf der Internet Adult Film Database sind für sie bis einschließlich 2018 knapp über 50 Einträge hinterlegt. Sie hat dabei in Produktionen der kommerziell erfolgreichsten und bekanntesten Unternehmen der Branche wie Bang Bros, Evil Angel und Penthouse mitgewirkt.
Im Jahr 2009 erhielt sie beim XBIZ Award eine persönliche Auszeichnung als „Web Babe of the Year“.

## Filmografie (Auswahl)
- 2000: Real Adventures 23
- 2001: Deep Inside Dirty Debutantes 39
- 2004: Trisha's Bitches
- 2008: Sex Slave Trisha
- 2010: Bound For Brutality
- 2011: Bang Bus 34
- 2011: Knocked Out Beauties 25
- 2012: Training Trisha Uptown
- 2016: Wrath of the Femdoms
- 2018: Lock, Stock And Smokin’ Dildos

## Auszeichnungen
XBIZ Award
- 2009: Web Babe of the Year